# Stamford, Texas
Stamford är en ort i Haskell County, och Jones County, i Texas. Orten har fått sitt namn efter Stamford, Connecticut. Vid 2010 års folkräkning hade Stamford 3 124 invånare.

## Kända personer från Stamford
- Charles Coody, golfspelare